# 常文謨
常文謨，本籍山東館陶，吏員出身，是中國清朝官員，於1689年上任新港巡檢，後於1692年升任直隸東光縣主簿；該官職隸屬於台灣道台灣府，為台灣清治時期的地方官員，該官職主要從事新港之管理事務。
| 前任： 紀文遠 | 台灣府新港巡檢 1689年上任 | 繼任： 孫禮棠 |